# 福地インターチェンジ
福地インターチェンジ（ふくちインターチェンジ）は、広島県尾道市福地町にある国道2号（尾道バイパス・木原道路）のインターチェンジ (IC) である。

## 歴史
- 2021年（令和3年）
  - 2月1日 : IC名称が「福地IC」に正式決定[1]。
  - 3月14日 : 木原道路・福地IC - 糸崎ランプ間 開通に伴い、供用開始（この時点では上り線出口および下り線入口は未供用）[1]。
  - 7月6日 : 上り線出口および下り線入口が供用開始[2]。

## 道路
- 国道2号（尾道バイパス・木原道路）

## 接続する道路
- 国道2号（現道）

## 隣
国道2号（尾道バイパス・木原道路）
吉和IC - 福地IC - 糸崎ランプ